# 吉田正太郎
吉田 正太郎（よしだしょうたろう、1912年9月1日 - 2015年7月30日）は、日本の天文学者、光学設計者である。
非球面光学系の先駆者であり、理論面、実務面の双方において優れた業績を残した。学究活動の傍ら、一般や青少年向けの本を執筆して知識の向上に努めた。

## 略歴
- 旧制仙台二中、旧制二高卒業。
- 1934年（昭和9年）3月 - 東京帝国大学（現東京大学）理学部天文学科卒業[3][2]。
  - 3月 - 東京帝国大学理学部天文学教室勤務[3]。
- 1943年（昭和18年）6月 - 東北帝国大学（現東北大学）科学計測研究所助教授[3]。
- 1950年（昭和25年）5月 - 仙台天文同好会会長[3]。
- 1959年（昭和34年）7月 - 「特に口径比の大きい非球面アプラナートレンズに関する計算」で理学博士の学位を取得[3]。
- 1960年（昭和35年）3月 - 東北大学教授[3][2]。科学計測研究所[3]、大学院理学研究科天文学専攻[3]（天体測定学[3][2]）、工学部精密工学科[3]（応用光学[2][3]、光学器械[3]）を兼任[3]。
- 1975年（昭和50年）10月 - 東北大学評議員[3]。
- 1976年（昭和51年）4月 - 定年退官[3][2]、東北大学名誉教授[3][2]。
- 1982年（昭和57年）6月 - 天文知識普及、天文台施設運営指導、科学教育向上に寄与した功を評価され、仙台市政功労者[3][2]。
- 1985年（昭和60年）11月 - 勲二等瑞宝章受章[3][2]。
- 2015年（平成27年）7月30日 - 102歳で死亡[2]。

## 著書
- 吉田正太郎『光学部品研磨技術』宇宙物理学研究会、1954年。
- 吉田正太郎『天文アマチュアのための望遠鏡光学』誠文堂新光社、1978年7月。ISBN 9784416278055。
- 吉田正太郎『カメラマンのための写真レンズの科学』地人書館、1979年10月。ISBN 9784805201299。
- 吉田正太郎『星とはなんだろう　星の話』誠文堂新光社、1980年12月。ISBN 9784416280058。
- 吉田正太郎『太陽と家族たち　星の話』誠文堂新光社、1981年2月。ISBN 9784416281079。
- 吉田正太郎『星から銀河へ　星の話』誠文堂新光社、1981年7月。ISBN 9784416281086。
- 吉田正太郎『よくわかる天体望遠鏡　望遠鏡を活用するためのアドバイス』地人書館、1981年7月。ISBN 9784805201480。
- 吉田正太郎『大望遠鏡の時代　星の話』誠文堂新光社、1981年12月。ISBN 9784416281093。
- 吉田正太郎『宇宙の広さは測れるか』地人書館、1985年1月。ISBN 9784805202166。
- 吉田正太郎『レンズとプリズム―その研磨の実際』地人書館、1985年6月。ISBN 9784805202197。
- 吉田正太郎『天文アマチュアのための望遠鏡光学: 反射編』誠文堂新光社、1988年11月。ISBN 9784416288139。
- 吉田正太郎『天文アマチュアのための望遠鏡光学: 屈折編』誠文堂新光社、1989年12月。ISBN 9784416289082。
- 吉田正太郎『望遠鏡発達史　屈折望遠鏡と金属鏡の歴史　上』誠文堂新光社、1994年10月。ISBN 9784416294277。
- 吉田正太郎『望遠鏡発達史　ガラス反射望遠鏡の歴史　下』誠文堂新光社、1994年12月。ISBN 9784416294284。
- 吉田正太郎『巨大望遠鏡への道』裳華房、1995年11月。ISBN 9784785386368。
- 吉田正太郎『カメラマンのための写真レンズの科学』地人書館、1997年6月。ISBN 9784805205617。
- 吉田正太郎『光学機器大全』誠文堂新光社、2000年3月。ISBN 9784416200001。
- 吉田正太郎『天文アマチュアのための屈折望遠鏡光学入門』誠文堂新光社、2005年12月。ISBN 9784416205181。
- 吉田正太郎『天文アマチュアのための反射望遠鏡光学入門』誠文堂新光社、2005年12月。ISBN 9784416205174。

## 論文
- 吉田正太郎、「非球面を測定する一方法」『東北大学科学計測研究所報告』 1.1 (1951): 79-84, NAID 40018144561
- 吉田正太郎、「非球面光學系とその應用」 『応用物理』 1952-1953年 21巻 7号 p.244-250, doi:10.11470/oubutsu1932.21.244, 応用物理学会
- 吉田正太郎. 特に口径比の大きい非球面アプラナートレンズに関する計算. Diss. 東北大学, 1959.
- 吉田正太郎. "非球面アプラナート・レンズについて." 天文月報 53.6 (1960): 129-134.
- 吉田正太郎 ほか、「4 枚構成のズームレンズに関する一考察」『東北大学科学計測研究所報告』 13.2 (1965): 133-150, NAID 40018144391

## 特許
- アメリカ合衆国特許第 3,508,811号 Aspheric lens having log cos surfaces